# Norwegian Sun
El Norwegian Sun es un crucero de la clase Sun operado por Norwegian Cruise Line. Entró en servicio en 2001 en una ceremonia de bautizo dual en el Puerto de Miami con el Norwegian Star. Fue construido en el astillero Lloyd Werft en Bremerhaven, Alemania. A partir de octubre de 2010, su puerto fue en Puerto Cañaveral, luego Miami, Florida.

## Clase
Norwegian Sun es el tercer y último barco de este diseño. Fue precedido por el Norwegian Sky (entró en servicio en 1999, relanzado como Pride of Aloha en 2004). NCL define Norwegian Sun y Norwegian Sky como naves de la clase Sun.

## Historial operativo

### Incidente de 2022
El 25 de junio de 2022, mientras navegaba cerca del glaciar Hubbard de Alaska, el barco chocó con un pequeño iceberg conocido como "growler" ("gruñidor"). El barco atracó en Juneau, donde fue inspeccionado por la Guardia Costera. Se encontraron algunos daños, pero se permitió que el barco continuara con un itinerario más corto. Después de que los pasajeros desembarcaron, el barco quedó fuera de servicio durante más de dos semanas para realizar reparaciones.

## Galería

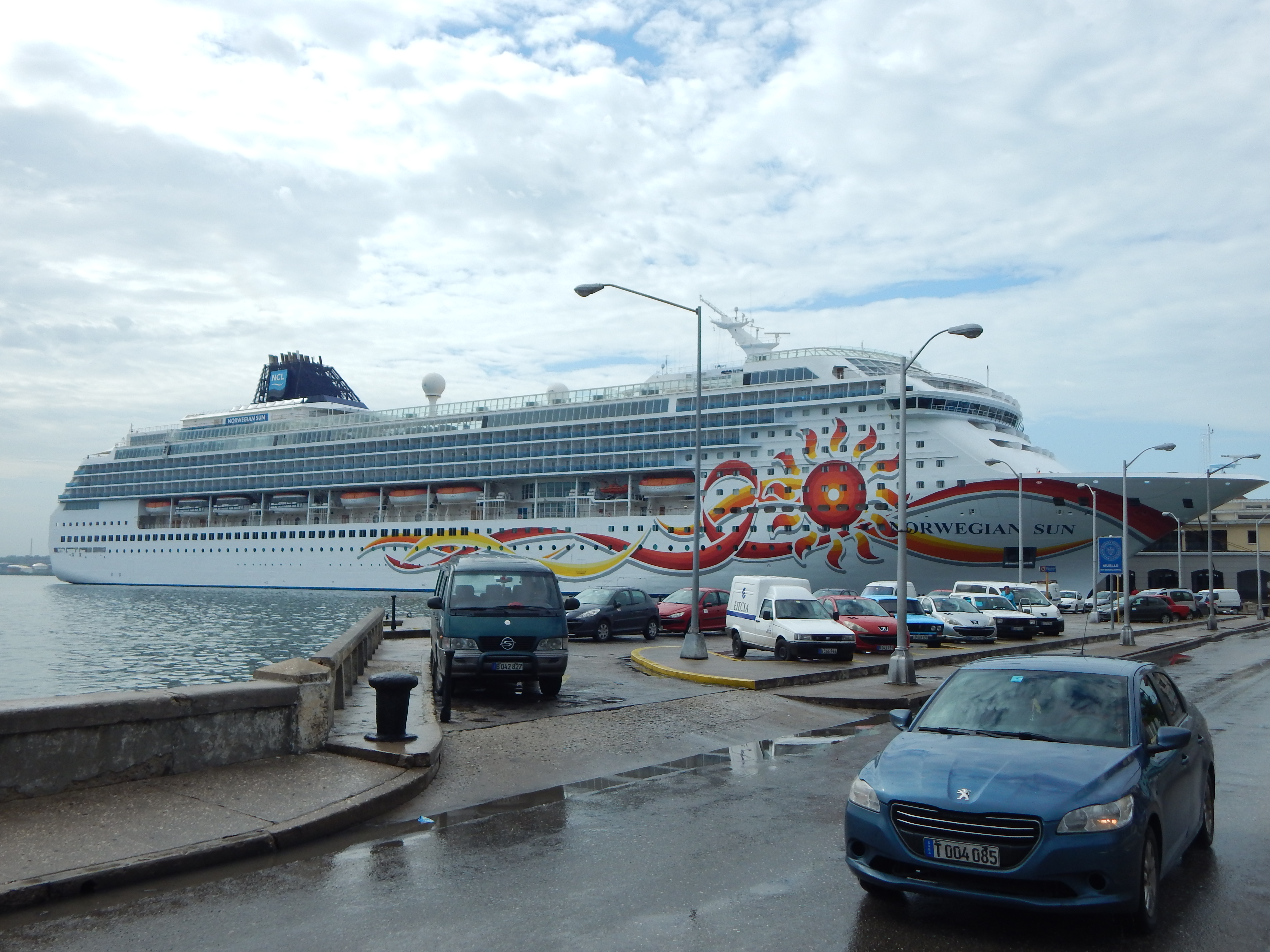
El Norwegian Sun el la Habana
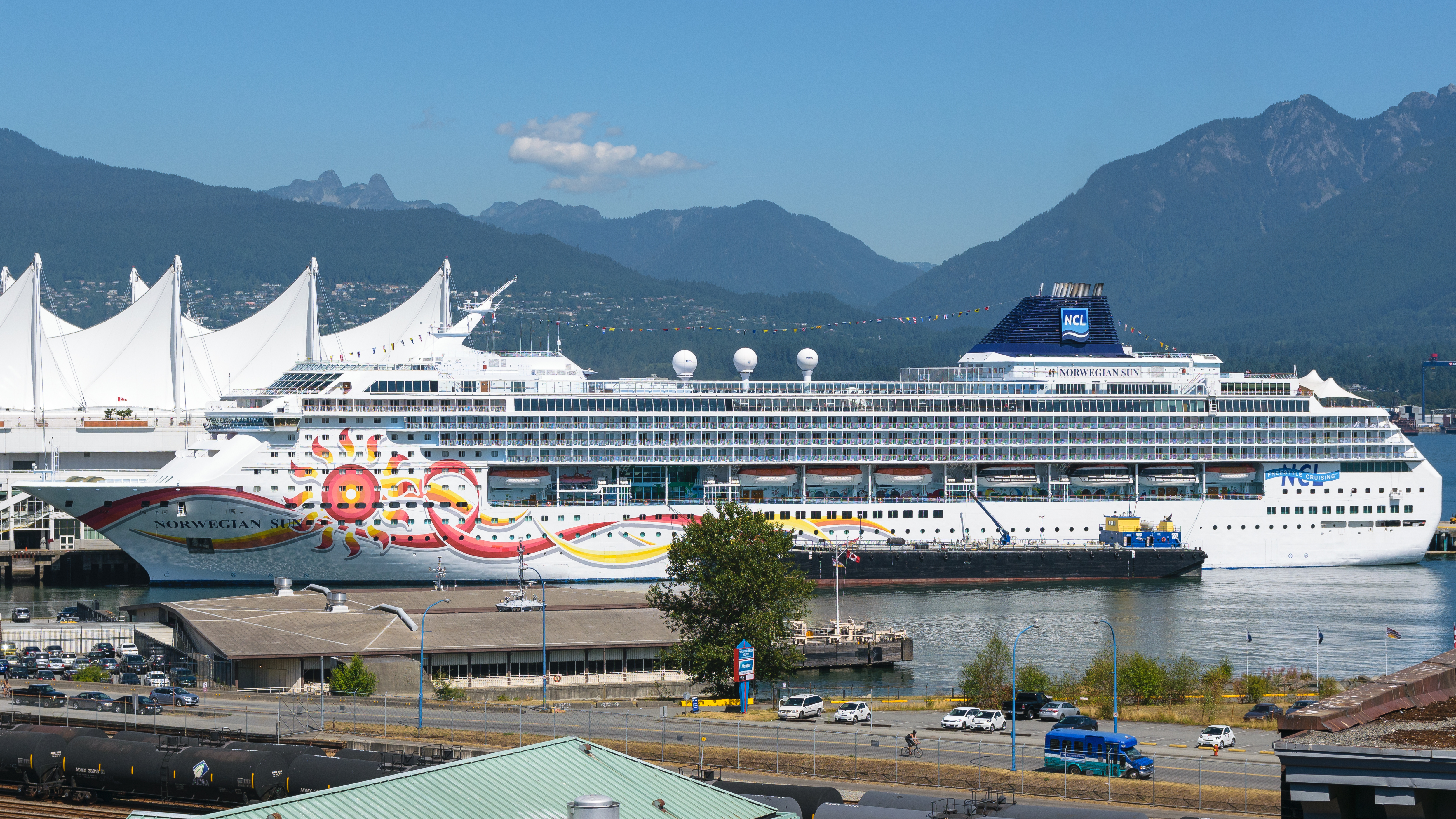
El Norwegian Sun en Vancouver, Canada